# Rubí
Rubí er en mexicansk tv-serie fra 2004. Hovedrollerne spilles af henholdsvis Bárbara Mori (Rubí Pérez Ochoa/Fernanda Martínez Pérez), Eduardo Santamarina (Alejandro Cárdenas Ruiz), Jacqueline Bracamontes (Maribel de la Fuente Ortiz), Sebastián Rulli (Héctor Ferrer Garza) og Ana Martín (Refugio Ochoa viuda de Pérez).